# ألونزو ديفيس
ألونزو ديفيس (بالإنجليزية: Alonzo Davis)‏ هو فنان أمريكي، ولد في 2 فبراير 1942 في توسكيجي في الولايات المتحدة.